# 村井長八郎 (男爵)
村井 長八郎（むらい ちょうはちろう、1881年（明治14年）2月28日 - 1945年（昭和20年）11月9日）は、大正・昭和期の農林技官、華族（男爵）。加賀八家村井家第12代当主。

## 経歴
加賀藩重臣村井長在の嫡男村井又六の子として金沢に生まれる。1900年、父の隠居により家督を継ぎ、同年5月9日に祖父長在の明治維新における功績により男爵に叙爵された。
金沢第一中学校、盛岡高等農林学校を卒業。1909年、農商務省に入り福島・長野・水戸各営林署長等を歴任した。1935年、退官し前田侯爵家嘱託に就いた。

## 栄典
- 1931年（昭和6年）4月15日 - 従三位[4]

## 親族
- 妻：フミ
- 子：長正